# Confine tra Repubblica Dominicana e Haiti
Il confine tra la Repubblica Dominicana e Haiti descrive la linea che delimita i due stati. Ha una lunghezza di 376 km.

## Storia

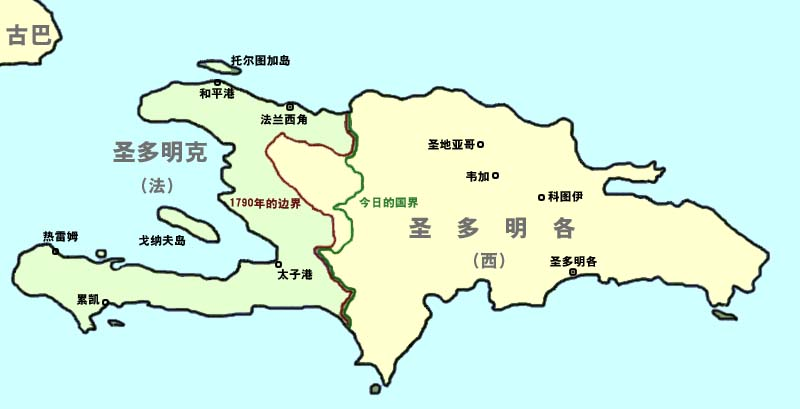
Hispaniola nel 1790.

Il confine nacque dopo la divisione dell'isola di Hispaniola tra Francia e Spagna, che fu formalizzata dal trattato di Rijswijk nel 1697, sebbene non avesse una precisa delimitazione ufficiale. Durante l'era coloniale, le due nazioni firmarono diverse convenzioni con l'intenzione di delimitare i loro possedimenti sull'isola, in particolare i trattati di Aranjuez del 1777 e quello di Basilea del 1795 che non ha fornito alcuna soluzione al problema. Nel XIX secolo, la linea di confine scomparve più di una volta durante le invasioni, o dei tentativi di occupare il territorio dominicano, dai francesi (durante la Rivoluzione e il primo impero), e poi dagli haitiani. Dopo diverse convenzioni arbitrali infruttuose tra i due paesi e una tentata conciliazione emanata da papa Leone XIII nel 1901, fu formalmente definita (sotto gli auspici degli Stati Uniti, che occuparono Haiti dal 1915 al 1934 e la Repubblica Dominicana dal 1906 al 1924) con il trattato del 21 gennaio 1929 firmato a Port-au-Prince dai presidenti Horacio Vásquez e Louis Borno.
Nel 1937, su richiesta del presidente Trujillo, l'esercito dominicano effettuò una pulizia etnica contro gli haitiani stabiliti sul lato dominicano del confine, passata alla storia come massacro del prezzemolo. Trujillo temeva che la pressione demografica esercitata dagli haitiani situati nella zona di confine avrebbe messo a repentaglio l'integrità territoriale del paese. Circa 20.000 haitiani furono assassinati.

## Tracciato
Il confine è fissato dagli ultimi accordi da nord a sud in questo modo:
- Partendo alla foce del fiume Dajabon, segue questo corso d'acqua dopo il fiume Capolitte fino alla sua sorgente. Attraversa Morne Grime, prende il fiume delle Tenebre, segue la strada internazionale e l'Artebonito dove incontra il fiume Macassia.
- Sale il fiume Macassia e raggiunge Fort Cachiman. Quindi attraversa il fiume Los Indios che porta alla Laguna del Fondo.
- Dopo aver delimitato il lato est della laguna, passa per El Número, Maré Limón, Gorda Charca, scende lungo il fiume Pedernales fino alla foce tra le città di Anse-à-Pitre e Pedernales.